# 艾莉森·布鲁斯
艾莉森·布鲁斯（英語：Alison Bruce，1987年9月23日—），澳大利亚女子曲棍球运动员。她曾代表澳大利亚国家队参加2010年英联邦运动会曲棍球比赛，获得一枚金牌。